# کوتیت آماتونی
کوتیت آماتونی (به ارمنی: Կոտիտ Ամատունի) یک ناخارار ارمنی در سده ششم بود. او در جنگ ایران و بیزانس (۵۷۲–۵۹۱) با شاهنشاه خسرو پرویز ساسانی (حک. ۵۹۰–۶۲۸) در برابر امپراتور موریس (حک. ۵۸۲–۶۰۲) متحد بود. او در سال ۵۹۶ به دستور خسرو در تیسفون کشته شد.